# Pingdi, Sichuan
Pingdi är en socken i Kina. Den ligger i provinsen Sichuan, i den sydvästra delen av landet, omkring 540 kilometer sydväst om provinshuvudstaden Chengdu. Antalet invånare är 13 642. Befolkningen består av 6 670 kvinnor och 6 972 män. Barn under 15 år utgör 17,0 %, vuxna 15-64 år 72 %, och äldre över 65 år 10,0 %.
Genomsnittlig årsnederbörd är 949 millimeter. Den regnigaste månaden är juli, med i genomsnitt 270 mm nederbörd, och den torraste är januari, med 2 mm nederbörd.